# Sjenina
Sjenina (szerbül: Сјенина), település Bosznia-Hercegovinában, a Szerb Köztársaság északi régiójában Doboj községben. 

## Fekvése
A település Bosznia-Hercegovina északi részén, Dobojtól légvonalban 10, közúton 21 km-re északkeletre, a Boszna-folyó jobb oldali mellékvize, a Lukavica völgyétől északra, a Trebava-hegység nyugati részén található.

## Népessége
| Nemzetiségi csoport | Népesség 1991 | Népesség 2013 |
| ------------------- | ------------- | ------------- |
| Szerb               | 37            | 11            |
| Bosnyák             | 1853          | 1108          |
| Horvát              | 0             | 0             |
| Jugoszláv           | 40            | 2             |
| Egyéb               | 20            | 8             |
| Összesen            | 1950          | 1129          |

## Története
A település 1878-ig tartozott az Oszmán Birodalomhoz, ekkor a berlini kongresszus határozata alapján az Osztrák-Magyar Monarchia része lett. 1879-ben az első osztrák-magyar népszámlálás során a Gračanicai járáshoz tartozó Sjena településnek 157 háztartása és 787 muszlim lakosa volt.
1910-ben a Gračanicai járáshoz tartozó Sjena településen 170 háztartást, 761 muszlim és 11 ortodox lakost találtak. A monarchia szétesésével 1918-ban előbb a Szerb-Horvát-Szlovén Királyság, majd 1929-től a Jugoszláv Királyság része lett. 1921-ben a Gračanicai járáshoz tartozó Sjena községnek 763 lakosa volt, közülük 743 muszlim, 12 ortodox és 8 római katolikus volt. Az 1929-es törvény értelmében, amikor Bosznia-Hercegovinát négy banovinára, Drinskára, Vrbaskára, Zetskára és Primorskára osztották, a település a Vrbaska banovina része lett, amelynek székhelye Banja Luka volt.
A második világháborúban Jugoszlávia megszállása után a Független Horvát Állam (NDH) része lett. A második világháború után 1992-ig a település a szocialista Jugoszlávia keretében a Bosznia-Hercegovinai Népköztársaság, valamint Gračanica község része volt. Az 1991-es népszámlálásig Sjenina Rijeka is Sjeninához tartozott. A boszniai háború idején a muszlim lakosságot elüldözték, mecsetüket lerombolták. A boszniai háborút lezáró daytoni békeszerződés rendelkezése alapján az ország területét felosztották a Bosznia-hercegovinai Föderáció és a boszniai Szerb Köztársaság között. A békeszerződés utáni területmegosztási megállapodás értelmében a település a Boszniai Szerb Köztársasághoz és Doboj községhez került.

## Nevezetességei
A szjeninai muszlin gyülekezet mecsetje. Az első mecsetet 1930-ban építették. 1992-ben a szerb erők lerombolták. A mecset rekonstrukciója 2005-ben kezdődött és 2008-ban fejeződött be.